# Banco BMC
O Banco BMC foi um banco do Brasil, com sede em São Paulo, pertencente ao grupo financeiro Bradesco. É um dos dois maiores bancos privados em crédito consignado de INSS, com uma rede total de cerca de 10.000 agentes, por meio de mais de 900 correspondentes bancários

## História
Fundado em 1939 pela família Pinheiro na cidade de Fortaleza, Ceará, como um banco de varejo a partir de 1976, a terceira geração da família tornou a instituição de expressão nacional.
Na década de 1980 o BMC transferiu sua sede para São Paulo, onde já concentrava o maior volume de seus negócios. Com a expansão, o banco passou a focar seu atendimento na pessoa jurídica, posicionando-se como banco de atacado.
Em 1996 o Banco BMC passou por uma mudança do quadro acionário, na qual Jaime Pinheiro, que já era acionista majoritário, adquiriu a participação pertencente a seus irmãos Noberto Pinheiro e Nelson Pinheiro. Nesse período o banco foi reestruturado e passou a atuar no mercado de empréstimos consignados e financiamento ao consumo.
Em janeiro de 2007 o Bradesco adquiriu o BMC. Em junho de 2008 o Bradesco mudou a razão social do BMC que passou a ser Banco Finasa BMC S.A.